# Мурсборо (Северна Каролина)
Мурсборо (енгл. Mooresboro) град је у америчкој савезној држави Северна Каролина.

## Демографија
По попису из 2010. године број становника је 311, што је 3 (-1,0%) становника мање него 2000. године.
| Група             | 2000.       | 2010.       |
| Белци             | 277 (88,2%) | 250 (80,4%) |
| Афроамериканци    | 36 (11,5%)  | 52 (16,7%)  |
| Азијати           | 0 (0,0%)    | 1 (0,3%)    |
| Хиспаноамериканци | 0 (0,0%)    | 3 (1,0%)    |
| Укупно            | 314         | 311         |